# 水田镇 (贵阳市)
水田镇，是中华人民共和国贵州省貴陽市乌当区下辖的一个乡镇级行政单位。

## 行政区划
水田镇下辖以下地区：
水田社区、安多村、水田村、董农村、瓮蓬村、竹林村、罗庄村、培鹅村、定扒村、李资村、三江村和上坝村。